# Наньфэн
Наньфэ́н (кит. упр. 南丰, пиньинь Nánfēng) — уезд городского округа Фучжоу провинции Цзянси (КНР).

## История
В эпоху Троецарствия, когда эти места входили в состав царства У, из уезда Наньчэн в 257 году был выделен уезд Фэнсянь (丰县). Впоследствии, для отличия от уже имеющегося уезда Фэнсянь в Сюйчжоуской области, к его названию был добавлен иероглиф «нань» («южный»), и уезд стал называться Наньфэн. После монгольского завоевания и образования империи Юань он был в 1282 году поднят в статусе и стал Наньфэнской областью (南丰州), однако после свержения власти монголов и образования империи Мин область в 1370 году вновь стала уездом.
В первой половине 1930-х годов уезд Наньфэн оказался на линии противостояния между Китайской Красной армией и гоминьдановскими войсками, и несколько раз переходил из рук в руки.
После образования КНР в 1949 году был создан Специальный район Фучжоу (抚州专区), и уезд вошёл в его состав. В 1952 году Специальный район Фучжоу был переименован в Специальный район Наньчэн (南城专区), но затем ему было возвращено прежнее название. В 1970 году Специальный район Фучжоу был переименован в Округ Фучжоу (抚州地区).
Постановлением Госсовета КНР от 23 июня 2000 года округ Фучжоу был преобразован в городской округ.

## Административное деление
Уезд делится на 7 посёлков и 6 волостей.